# 臺灣桃園地方法院
24°59′34″N 121°17′45″E / 24.992851°N 121.295885°E
臺灣桃園地方法院，簡稱桃園地方法院、桃園地院或桃院，是中華民國的三級法院之一，位於台灣桃園市，屬於普通法院。

## 沿革
桃園地區在台灣日治時期未設法院，1896年，台灣改行民政，總督府於5月1日以律令第一號公布《台灣總督府法院條例》，今桃園地區係屬新竹地方法院所轄。到了1898年7月19日總督府修正《臺灣總督府法院條例》，並將全台地方法院整併為3座之時，桃園地區案件又歸臺北地方法院新竹出張所管轄。
其後終日治時期，亦僅有桃園、中壢、大溪等登記所之設，以主持地方法院轄內之登記及公證事務。即使1919年8月8日改名臺北地方法院新竹支部，1938年5月4日再升格為新竹地方法院，今桃園地區亦僅為其所轄而未設獨立之法院。
第二次世界大戰後，國民政府接收台灣，桃園鄰近台北，發展十分快速，人口漸增，因此訴訟案件日多，地方人士咸認應該桃園縣境設立法院。催生本院的促進會於1970年組成，並擇定桃園縣桃園鎮法治路1號興建法院建築。1973年4月1日法治路本院建築完工；同年6月16日本院正式成立。
由於建築老舊及空間不足，桃園地院位於桃園區中路特區正光路的新院址於2014年4月開始動工，並於2021年1月底正式啟用。民事庭等各科室於2021年1月25日進駐；刑事庭等各科室則於同年2月1日正式進駐辦公。

## 歷任院長
| 任別   | 姓名   | 任期                       |
| 院長   | 院長   | 院長                       |
| ------ | ------ | -------------------------- |
| 第1任  | 史錫恩 | 62年6月16日-65年10月4日    |
| 第2任  | 魏德昌 | 65年10月4日-70年3月21日    |
| 第3任  | 吳 治  | 70年3月21日-71年7月1日     |
| 第4任  | 唐錦蔩 | 71年7月1日-72年12月1日     |
| 第5任  | 葛義才 | 72年12月1日-75年12月27日   |
| 第6任  | 金經昌 | 75年12月27日-79年3月6日    |
| 第7任  | 楊仁壽 | 79年3月6日-80年1月6日      |
| 第8任  | 陳義雄 | 80年12月3日-84年1月6日     |
| 第9任  | 陳秀美 | 84年1月6日-86年3月12日     |
| 第10任 | 朱瓊華 | 86年3月12日-88年11月2日    |
| 第11任 | 陳丁坤 | 88年11月2日-91年8月1日     |
| 第12任 | 劉令祺 | 91年8月1日-92年12月25日    |
| 第13任 | 袁再興 | 92年12月25日-94年10月31日  |
| 第14任 | 吳水木 | 94年10月31日-97年1月22日   |
| 第15任 | 呂永福 | 97年1月22日-101年3月29日   |
| 第16任 | 陳晴教 | 101年3月29日-102年12月18日 |
| 第17任 | 林勤純 | 102年12月18日-104年10月1日 |
| 第18任 | 陳邦豪 | 104年10月1日-107年10月1日  |
| 第19任 | 邱瑞祥 | 107年10月1日-110年8月25日  |
| 第20任 | 李國增 | 110年8月25日-113年8月28日  |
| 第21任 | 黃莉雲 | 113年8月29日-迄今          |

## 管轄區域
| 庭區       | 管轄區域                                                                                   | 備註                                                                     |
| ---------- | ------------------------------------------------------------------------------------------ | ------------------------------------------------------------------------ |
| 桃園簡易庭 | 桃園市桃園區 桃園市龜山區 桃園市蘆竹區 桃園市大園區 桃園市八德區 桃園市大溪區 桃園市復興區 | 簡易庭受理第一審民、刑事訴訟簡易事件及違反《社會秩序維護法》案件之審理。 |
| 中壢簡易庭 | 桃園市中壢區 桃園市平鎮區 桃園市龍潭區 桃園市楊梅區 桃園市新屋區 桃園市觀音區              | 簡易庭受理第一審民、刑事訴訟簡易事件及違反《社會秩序維護法》案件之審理。 |

## 組織
- 院長
- 民事庭
- 刑事庭
- 少年法庭
- 家事法庭
- 行政訴訟庭
- 桃園簡易庭
- 中壢簡易庭
- 民事執行處
- 公設辯護人
- 登記處
- 提存所
- 公證處
- 調查保護室
- 書記處
  - 民事紀錄科
  - 非訟中心
  - 刑事紀錄科
  - 少年紀錄科
  - 家事紀錄科
  - 行政訴訟紀錄科
  - 桃園簡易庭紀錄科
  - 中壢簡易庭紀錄科
  - 民事執行紀錄科
  - 訴訟輔導科
  - 文書科
  - 研考科
  - 總務科
  - 資料科
  - 法警室
  - 法官助理
- 人事庢
- 會計室
- 統計室
- 政風室
- 資訊室

## 特色
- 本院轄區人口為2,272,976人（2021年8月），是中華民國所轄人口第三多的地方法院，僅次於新北、臺中地方法院。惟因轄內治安事件眾多，桃園地方法院為全國刑事案件量最多的法院[7]。
- 因臺灣桃園國際機場在本院轄區內，而中華民國民事訴訟法及刑事訴訟法分別規定航空器受損或在航空器內犯罪者，航空器之停泊地有管轄權，也因此與飛航有關的案件成了本院的最大特色之一，相關案例有：

1. 常見利用民航機自境外走私毒品或其他物品而在桃園國際機場被查獲者，即以由本院為第一審管轄法院。
2. 民航機因遭到劫持而在桃園國際機場降落者，由本院管轄，例如：1993年至1994年間一連串自中國大陸劫機往台灣欲「投奔自由」者，最後案件皆係以本院為第一審管轄法院。
3. 飛安事故在桃園國際機場發生者，也常由本院管轄，例如1998年的華航大園空難；此類案件事涉重大，也常使法院人員避之惟恐不及。
4. 航空器內犯罪者而言，最常見的例子就是在飛機上酒醉鬧事，如2000年藝人鄭中基的案例也是由本院為第一審管轄法院。
5. 比較特殊的例子是2005年4月26日，因時任中國國民黨黨主席連戰出訪中國大陸之旅，泛藍支持者與泛綠反對者直接在中正國際機場（今臺灣桃園國際機場）航廈爆發衝突，相關當事人被聲請羈押或有被判刑之可能，其裁定或判決，當然更應由本院為之。

## 曾經審理之重大案件
- 反共義士卓長仁、姜洪軍、施小寧共同綁架、殺害前國泰醫院副院長王欲明之子王俊傑案
- 健康幼稚園火燒車事件（部分被告）
- 大園空難相關民事紛爭
- 佳育安親班縱火案
- 洪仲丘遭凌虐致死案
- 龍潭縱火弒親案

## 地址
| 名稱       | 地址                              | 電話           |
| ---------- | --------------------------------- | -------------- |
| 新院區     | 330060桃園市桃園區正光路888號     | （03）339-6100 |
| 中壢簡易庭 | 320028桃園市中壢區中華路二段388號 | （03）462-1500 |

## 新大樓樓層及設施
| 樓層 | 用途                                                            |
| ---- | --------------------------------------------------------------- |
| 10   | 院長室 大禮堂 國際會議廳                                        |
| 9    | 法官室 法官研究室 法官值夜室                                    |
| 8    |                                                                 |
| 7    |                                                                 |
| 6    |                                                                 |
| 5    |                                                                 |
| 4    | 法庭 聯合報到處 民事、少年及家事調解室 勞動調解室               |
| 3    |                                                                 |
| 2    | 法庭 聯合報到處 律師休息室 刑事調解室                           |
| 1    | 聯合服務中心 法警室 記者室 閱卷室 律師休息室 民事執行處及投標室 |
| B1   | 停車場 臨時法庭 候審室 司光美食園地餐廳                         |
| B2   | 停車場                                                          |

### 腳註
1. ↑  1971年4月21日桃園縣桃園鎮改制為桃園縣桃園市
2. ↑  鄭淑婷. . 自由時報. 2021-01-20  [2023-11-25]. （原始内容存档于2023-11-25） （中文（繁體））.
3. ↑  歷任院長 （页面存档备份，存于）.臺灣桃園地方法院.2021-08-25
4. ↑  現任院長 （页面存档备份，存于）.臺灣桃園地方法院.2024-06-11
5. ↑  本院管轄 （页面存档备份，存于）.臺灣桃園地方法院.2021-04-27
6. ↑  組織 （页面存档备份，存于）.臺灣桃園地方法院.2024-06-26
7. ↑  司法院. . 司法院.   [2021-06-27]. （原始内容存档于2022-07-05）.
8. 1 2 3 4 5  (108)桃市都施使字第桃00102號使用執照

### 文獻
- 《臺灣省通志稿》，臺灣省文獻委員會編，蔡章麟、戴炎輝纂修。
- 《司法院史實紀要》，司法院編，1985年。
- 桃園地院網站 （页面存档备份，存于）

## 外部連結
- 桃園地方法院首頁 （页面存档备份，存于）（中文）（英文）
- 法院組織法 （页面存档备份，存于）.全國法規資料庫.民國 111 年 02 月 18 日